# Corts de València (1417-1418)
Les Corts de València de 1417-1418, Corts Generals del regne de València, foren convocades per Alfons V d'Aragó el dia 2 d'abril de 1417 estant a Barraques, per a celebrar-se a València el 27 d'abril, però es van anar prorrogant. El començament efectiu fou el 26 de juny i acabaren el 22 de març de 1418, celebrant-se les sessions al convent de predicadors.
En aquestes corts participen, pel braç reial, les ciutats de València i Xàtiva, i les viles de Morella,
Alzira, Oriola, Castelló, Borriana, Vila-real, Alacant, Llíria, Castellfabib, Ontinyent, Cullera, Biar, Ademús, Bocairent i Xixona; pel braç eclesiàstic, el bisbe de Tortosa, el mestre de Montesa, el capítol de la Catedral de València, els abats de Valldigna i de Benifassà, i els comanadors de Montalban (Sant Jaume), de Torrent (Sant Joan de Jerusalem) i el de Begís (Calatrava); i pel braç militar assisteixen, en alguna de les sessions, setanta barons, dels quals destaquen els procuradors de la reina Na Violant i de l'infant Joan, duc de Montblanc, Alfons, duc de Gandia, i Frederic, comte de Luna, i dos-cents nou cavallers.
El 26 de juny de 1417, en la primera sessió de les corts, el rei exposa la proposició. El dia 28 de juny s'efectua el jurament, tant dels braços de fidelitat al rei, com del rei de respecte als furs i privilegis del regne; i l'entrega dels greuges dels braços al rei. Amb sessions posteriors es nomenen els grups de tractadors dels tres braços i del rei per a tractar dels greuges, els furs i el donatiu. El 5 de juliol, el rei declara davant les corts les seves intencions per a convocar aquestes: pacificació del regne, reparació dels greuges i aconseguir un donatiu per a recuperar el patrimoni reial, alienat en els darrers anys.
En aquestes corts es presenten nombrosos greuges: Els tres braços conjuntament, 51 capítols; els braços eclesiàstic i militar de forma conjunta, 33 capítols; el braç eclesiàstic, 64 capítols; el braç militar, 46 capítols; i uns pocs el braç reial.
Item que lo offici de la Diputació e dels altres officials de les generalitats elets per lo senyor rey en Martí e per la cort cessen. E sien elets novellament officials que regeixquen així tots los fets del General antich com los fets de la Generalitat de la present profferta. E de present sien elets sis deputats, és a saber, dos de cascún braç, per los quals dits deputats, —e no per vos senyor, ne per vostre governador general, o portantbeus de aquell, o algun official vostre o seu—, la present profferta o totes e sengles coses que a aquella se pertanyen, o poden o poran pertànyer, sien administrades, fetes o complides ab acabament.
El 22 de març de 1418, en la darrera sessió de les corts, es publiquen els furs aprovats —23 rúbriques sobre dret civil, polític i administratiu, i un indult general—; la sentència arbitral sobre els emprius de la ciutat de València, de caràcter temporal; les provisions reials als greuges presentats pels braços; i els capítols del donatiu, on apareix la quantitat donada (189.000 florins), l'ús d'aquests diners (com els 60.000 florins per a recuperar el patrimoni reial), la forma d'aconseguir-los (per les generalitats), i l'estructura administrativa encarregada de gestionar-los (la Diputació del General o Generalitat, estructura consolidada en aquestes corts).